# René Sócrates Sándigo Jirón
René Sócrates Sándigo Jirón (ur. 19 kwietnia 1965 w Diria) – nikaraguański duchowny katolicki, biskup León od 2019.

## Życiorys
Święcenia kapłańskie otrzymał 11 lipca 1992. Inkardynowany do diecezji Granada, początkowo pracował jako wikariusz w Medellín (Kolumbia). Po powrocie do diecezji został proboszczem w Dirii, a następnie rektorem diecezjalnego seminarium. W 1997 mianowany wikariuszem biskupim dla regionu Rivas.
28 października 2004 papież Jan Paweł II mianował go ordynariuszem diecezji Juigalpa. Sakry biskupiej udzielił mu 22 stycznia 2005 kardynał Miguel Obando Bravo. W latach 2008-2011 był sekretarzem generalnym Konferencji Episkopatu Nikaragui.
29 czerwca 2019 papież Franciszek mianował go biskupem diecezji León. Ingres odbył się 24 sierpnia 2019.
W latach 2011-2014 oraz 2017-2020 był przewodniczącym Konferencji Episkopatu Nikaragui.